# Three Studies of Isabel Rawsthorne 1967
Three Studies of Isabel Rawsthorne aus dem Jahr 1967 ist ein Gemälde von Francis Bacon. Es wurde mit Öl auf Leinwand gemalt und hat die Maße 119,5 × 152,5 cm. Das Werk befindet sich seit 1968 in der Neuen Nationalgalerie in Berlin.

## Bildbeschreibung
In dem Gemälde von Isabel Rawsthorne sind drei Bildnisse in einer räumlichen Situation zusammengefasst. Es ist gewissermaßen ein zusammengefügtes Triptychon. Rawsthorne wird in drei unterschiedlichen Positionen dargestellt. Rechts wird eine in von oben einfallendem hellem Licht beleuchtete stehende Rawsthorne gezeigt. Links erscheint ein gemaltes Porträt von ihr, das ein mit einem Nagel an die Wand befestigtes Bild im Bild darstellt, und in der Mitte ist sie hinter einer Tür zu sehen, die von violett schimmerndem Licht umgeben ist. Dort hat sie eine stärkere Ähnlichkeit zum Porträt als die ganz rechts dargestellte Isabel Rawsthorne.
Im mittleren Bild von Rawsthorne im Türspalt lässt er ihre Nachtseite zum Vorschein kommen, als würde sie gerade von einer durchzechten Nacht nach Hause kommen. Hier hat sie ihre Augenbrauen nachgezogen und sich Ohrringe angelegt. Sie trägt ein schwarzes Kleid, das sich jedoch kaum von dem dunklen Grund abhebt. Die Figur rechts zeigt ihre Tagesseite, ungeschminkt und in Freizeitkleidung. Das linke Porträt schuf Bacon im Stil seiner Bilder der 1950er Jahre. Er malte Streifen, die den Grund und die Figuren miteinander verwischen und zugleich verbinden.
Das Bild wird von drei vertikalen Trennlinien durchzogen wie bei einem Triptychon: Wand, Tür und Türspalt. Jedoch entsteht auch eine Verbindung der Personen, die durch Gesten und durch eine Zickzack-Linie gekennzeichnet ist. Sie erstreckt sich vom linken oberen Rand über das mittlere Porträt zum Türschloss und der rechten Hand von Rawsthorne, die zum Schlüsselloch ausgestreckt ist, und weiter über ihren linken, aus dem Bild ragenden Arm. So werden die drei isolierten Personen miteinander verbunden.

## Das Modell Isabel Rawsthorne
Isabel Rawsthorne (1912–1992) war eine britische Malerin und Designerin. Sie arbeitete gelegentlich auch als Modell für Künstler. Sie war mit vielen Anhängern der Bohemien-Kunstszene vertraut. Zu ihrem Freundeskreis gehörten Alberto Giacometti, Jacob Epstein sowie Francis Bacon. Bacon lernte Isabel Rawsthorne 1947 kennen, beide stellten in Erica Brausens Londoner Hanover Gallery aus. Zu dem Zeitpunkt war Rawsthorne nach ihrer Ehe mit Sefton Delmer mit dem Komponisten Constant Lambert verheiratet. Später heiratete sie Alan Rawsthorne. Sie war auch für viele andere Künstler eine Muse. Isabel Rawsthorne gehörte in den 1960er Jahren zu Bacons Lieblingsmodellen.